# 常軌脫離Creative
《常軌脫離Creative》是由MADOSOFT於2020年9月25日發售的戀愛冒險類型成人遊戲，2022年9月30日發售簡體中文版，日文簡稱。當中由和茜屋共同擔當原畫，甲木順之助撰寫劇本。Nintendo Switch版和PlayStation 4版由iMel於2021年6月24日發售。續篇《常軌脫離Creative凸》於2022年11月25日發售。

## 遊戲系統
《常軌脫離Creative》採取戀愛冒險的遊玩方式，玩家所扮演的是本作的主角和泉智宏。基本上玩家在遊玩的時候都需閱覽屏幕上所顯示的文本和聆聽遊戲發出的聲音，用以了解故事情節和人物之間的對話。文字和聲音會與人物拼合圖和背景一同出现，用以表示和泉在跟誰對話。玩家會在故事中遇見代替背景和人物拼合圖的计算机图形。《常軌脫離Creative》擁有多條劇情分支路線，每條路線的结局皆有所不同。玩家的選擇會影響之後的劇情路線，從而影響結局。
玩家在某些預設的段落中須選擇行為選項。對話框的下一段文本在做出選擇前並不能夠顯示。玩家必須反覆載入選項頁面並選擇不同的選項，才能夠觀覽存於不同路線的劇情。《常軌脫離Creative》擁有多個結局。

## 登場人物
聲的部分為Windows版／Switch、PS4、電視動畫版的聲優。

### 主角
和泉智宏
本作的主角。因為校方抽籤而當選千玉學園學生會長。
和泉妃愛（聲：柳ひとみ／戶田惠）
智宏的妹妹。童星出身，以「小泉妃愛」名義活動的聲優。靠著聲優收入及家事技巧照顧哥哥。學生會副會長。
常盤華乃（聲：秋野花／あさみほとり）
轉學生。和泉智宏國中同學。從轉學第二天起直到智宏上門拜訪前一直出於曠課狀態。新任學生會長和泉智宏第一個招募加入學生會的成員。以「乃乃花」名義活動的插畫家。從事社交遊戲等工作。常在Comic Market販賣同人誌。喜歡章魚燒。鎌倉詩櫻所寫小說粉絲。
錦明日海（聲：紬雪乃／）
出身音樂世家。智宏的學妹。成為Vtuber前為使用VOCALOID軟體製作歌曲並在網站投稿的音樂人。以常盤華乃設計的虛擬人物「雪景式」名義進行Vtuber活動。有著不亞於專業歌手的歌唱能力。新任學生會長和泉智宏最後一個招募加入學生會的成員，擔任「書記官」的職務。喜歡肉包子。
鎌倉詩櫻（聲：濱邊實雨／堀場美希）
前學生會長。「會長抽籤事件」其實正是因為她辭退整個學生會又在學期中丟下學生會工作而造成的。經常協助及參加學生會的大部份活動。以「星紫苑」名義活動的職業作家。將自己的生活經驗活用於描寫中。和泉妃愛粉絲。

### 其他
龍閒天梨（聲：歩サラ／岡本理繪）
和泉智宏的同班同學。辣妹。讀者模特兒。擅長化妝與修圖。在「會長抽籤事件」前與和泉智宏幾乎無交集。於《常軌脫離Creative凸》升格為女主角。
和泉里（聲：あじ秋刀魚／前田恵）
智宏的表姐。智宏班級班導暨學生會的顧問。曾當過讀者模特兒。
新川廣夢（聲：小波すず／）
坐在智宏座位後面的男孩。
聖莉莉子（聲：夏樹柑菜／笹本菜津枝）
百合峰學園的學生會長。

## 主題曲
片頭曲Unreal Creation!
演唱：櫻川惠，作詞：stel，作曲、編曲：堀江晶太
凸片頭曲
演唱：櫻川惠，作詞、作曲、編曲：堀江晶太

## 發行
2019年12月27日，MADOSOFT開設了《常軌脫離Creative》的官方網站。次年5月22日，它表示本作將在9月25日發售。製作團隊宣佈將在遊戲發售當天同時發表它的聲樂專輯。8月14日，製作團隊發佈本作的免費試玩版，予供公眾下載試玩。9月9日，官方宣佈本作已完成製作，餘下光盤燒錄等程序要跟進。
PC包裝版於9月25日發行，相容Windows 10。部分商店為購入者安排了像掛毯、廣播劇CD、徽章般的特典。10月9日，付費完整下載版在FANZA GAMES上公開。Nintendo Switch版和PlayStation 4版由iMel於2021年6月24日發售。續篇《常軌脫離Creative凸》於2022年11月25日發售。

## 評價
《常軌脫離Creative》在開售後隨即登上了各大平台的美少女遊戲銷量排行榜首位——它在首次登上排行榜時，於美少女遊戲暨動漫相關商品銷售網站Getchu屋、雜誌《Megastore》、《BugBug》上皆奪得榜首。它在Getchu屋亦被票選為2020年9月第2佳的美少女遊戲，並在當月奪得由用戶選出的萌系遊戲大賞月間賞。
Getchu屋亦在舉辦美少女遊戲大賞，讓用戶就去年發售的美少女遊戲在不同範疇的表現投票。《常軌脫離Creative》在2020年美少女遊戲大賞中，獲得綜合部門第7位、圖像部門第8位、音樂部門第10位、影像部門第3位。和泉妃愛、錦亞澄、鎌倉詩櫻分別獲得角色部門第2位、第3位、第15位。《常軌脫離Creative》在萌系遊戲大賞贏得由業內人士選出的準大獎和店鋪獎。

## 改編作品

### 漫畫
改編漫畫自2021年4月1日起在《BugBug》當中連載，次年4月1日结束。它由作畫，全作共9話，每話皆有收錄角色之間的色情場景。2023年12月28日，收錄全部話數的漫畫單行本開售。

### 電視動畫
從2023年6月30日到8月28日，為了動畫化進行了眾籌，最終決定製作。本作將以每集5分鐘的短篇電視動畫形式播出，於2024年10月到12月播出。

#### 製作人員
- 原作：MADOSOFT
- 人物原案：
- 總導演、音響監督：平澤久義
- 導演、分鏡：深瀨重
- 劇本統籌、劇本：有栖洸一
- 劇本：有栖洸一、甲木順之助
- 人物設定、總作畫監督：中野圭哉
- 動畫製作：HAYABUSA FILM[6]
- 製作：千玉學園學生會

#### 主題曲（電視動畫）
演唱：櫻川惠，作詞、作曲、編曲：堀江晶太

#### 各話列表
| 話數   | 標題                     | 首播日期       |
| ------ | ------------------------ | -------------- |
| 第1話  | 章魚燒Creative           | 2024年 10月4日 |
| 第2話  | 白鳥在畫面的另一邊       | 10月11日       |
| 第3話  | 約800SP募集              | 10月18日       |
| 第4話  | 不要打架                 | 10月25日       |
| 第5話  | 獻給艾蜜莉亞·布盧默女士  | 11月1日        |
| 第6話  | 在關東煮上撒鹽？         | 11月8日        |
| 第7話  | 初學者要好好珍惜裝備呢！ | 11月15日       |
| 第8話  | 相州兵乱記               | 11月22日       |
| 第9話  | 向右進入鐮倉街道         | 11月29日       |
| 第10話 | 常軌脫離High Spec        | 12月6日        |
| 第11話 | 孤單兄妹                 | 12月13日       |
| 第12話 | 烤肉Creative             | 12月20日       |

## 外部連結
遊戲
- 常軌脫離Creative（日語）
- 常軌脫離Creative凸（日語）
- 常軌脫離Creative Re:Re:call（日語）
- 常軌脫離Creative家機版（日語）
- 《常軌脫離Creative》在視覺小說數據庫的頁面 （英文）

動畫
- 電視動畫《常軌脫離Creative》官方網站（日語）
- 電視動畫《常軌脫離Creative》官方的X（前Twitter）
- 常軌脫離Creative（動畫）在動畫新聞網百科全書中的資料（英文）